# Trolejbusy w Biełgorodzie
Trolejbusy w Biełgorodzie – system trolejbusowy funkcjonujący w mieście Biełgorod, w obwodzie biełgorodzkim, w Rosji. Został uruchomiony 3 grudnia 1967 r. Operatorem jest przedsiębiorstwo Biełgorodskij Elektriczeskij Socjalnyj Transport.

## Linie
Źródło:
| Linia | Trasa                                          |
| ----- | ---------------------------------------------- |
| 1     | Ulica Kutuzowa ↔ Żeleznodorożnyj wokzał        |
| 4     | Ulica Kutuzowa ↔ Żeleznodorożnyj wokzał        |
| 5     | Ulica Żelezniakowa ↔ Żeleznodorożnyj wokzał    |
| 8     | Siewiernaja ↔ Tiechnołogiczeskij uniwiersitiet |

## Tabor
Stan z 5 czerwca 2020 r.
| Zdjęcie        | Typ            | Eksploatacja od | Liczba |
| -------------- | -------------- | --------------- | ------ |
|                | ZiU-9          | 2002            | 3      |
|                | Trolza-5275.06 | 2000            | 30     |
|                | AKSM-420       | 2000            | 20     |
| Łączna liczba: | Łączna liczba: | Łączna liczba:  | 53     |